# Demajeo Wiggins
Demajeo Willie Wiggins (Toledo, Ohio, 10 de junio de 1997) es un baloncestista estadounidense que pertenece a la plantilla del ASK Karditsas B.C. de la A1 Ethniki, la primera división griega. Con 2,06 metros de estatura, juega en la posición de ala-pívot.

## Trayectoria deportiva

### Universidad
Jugó cuatro temporadas con los Falcons de la Universidad de Bowling Green, en las que promedió 10,2 puntos y 8,3 rebotes por partido, En sus dos últimas temporadas fue incluido en el segundo mejor quinteto de la Mid-American Conference.

### Profesional
Tras no ser elegido en el draft de la NBA de 2019, sí lo fue en el Draft de la NBA G League de 2019, en el puesto 14 por los Greensboro Swarm, donde en su primera temporada, aliendo desde el banquillo, promedió 2,6 puntos y 3,1 rebotes por partido.
El 24 de enero de 2021, firma por el Phoenix Hagen de la ProA.
El 1 de abril de 2025, firma por el Hiopos Lleida, equipo de la primera división española (ACB), con el cual firma un contrato por lo que resta de temporada y la siguiente, ocupando el sitio del cortado Johnny Hamilton.
El 15 de julio de 2025 fichó por el ASK Karditsas B.C. de la A1 Ethniki, la primera división griega.